# Radu Bogdan
Radu Bogdan (n. 11 martie 1920, Galați – d. 12 august 2011, București) a fost un critic și istoric de artă, membru fondator al Institutului de Istorie a Artei.

## Studii
A absolvit Facultatea de litere și filosofie a Universitțăii din București și Institutul de arte plastice "Nicolae Grigorescu". 
Obține în 1969  titlul de doctor în istoria artei cu o teză despre opera pictorului Ion Andreescu, conducător științific George Oprescu.
Bursă româno-franceză, în 1957-58, pentru Franța,  cu vizitarea Olandei și Italiei,

## Activitate profesională
A lucrat puțin timp după abolvirea studiilor universitare la  Institutul de arte plastice "Nicolae Grigorescu" ca și la Muzeul de artă al Republicii, București.
Din 1951 și până în 1980 a fost cercetător la Institutul de istoria artei din București.

## Volume publicate
- Theodor Aman, ESPLA. București, 1955.
- Ion Andreescu,  București, Editura Meridiane, 1962
- Andreescu, volumul I, București, Editura Meridiane, 1970
- Andreescu, volumul II, București, Editura Meridiane, 1982
- Reverii lucide, București, Editura Meridiane, 1972
- Georgeta Năpăruș,  București, Editura Meridiane, 1983

## Colaborări la publicațiile
Revista Fundațiilor Regale, SCIA, ARTA, Secolul XX, Revista muzeelor, România literară, Dilema veche,Observator cultural, ș.a.

## Expoziții organizate
- Expoziția retrospectivă a picturii românești, București, Muzeul Simu, 1949.
- Expoziția retrospectivă Ion Andreescu, cu prilejul centenarului nașterii,  București, Muzeul Simu, 1950.
- Expoziția reprospectivă Ion Țuculescu,  București, Sala Dalles, 1965, iterată în format restrâns și în alte orașe.
- Ion Andreescu: anii de creație în țară, pictură, grafică, corespondență, documente, Muzeul de artă al Republicii, București, 1982-1983.

## Premii și distincții
- Ordinul „Meritul Științific” clasa a III-a (26 septembrie 1966) „pentru merite deosebite în activitatea științifică, cu prilejul Centenarului Academiei Republicii Socialiste România”[4]
- Ordinul „Meritul Cultural” clasa a III-a (1968) „pentru activitate deosebită în domeniul artelor plastice”[5]

Premiul criticii acordat de UAP București, 1955
Ordinul Meritul Cultural în grad de Mare Ofițer, 2004
Medalia de aur, Expoziția internațională de artă a cărții – IBA Leipzig 1971 – pentru monografia monumentală „Andreescu''.
Premiul pentru cel mai inovativ film de lung metraj la festivalul internațional de la Nyon, Vision du Reel, Elveția, pentru filmul documentar de lung metraj „Pădurea”, o coproducție româno-sârbă, 2014, regizat de Sinișa Dragin, care a pornit de la cercetările lui Radu Bogdan.

## Alte contribuții
A descoperit cimitirele de la Săpânța pe care le-a popularizat și pentru care a întocmit  un catalog de lux.
Are studii despre pictorul M. H. Maxy, Gaspar David Friedrich, Nicolae Grigorescu, a publicat un serial despre  realismului socialist în  42 de articole în revista Dilema veche, a scris despre Brâncuși imediat al moartea sa și ulterior.
Moștenirea sa este continuată prin Fundația Radu Bogdan, înființată în anul 2012.